# State of the Union (opera teatrale)
State of the Union è un'opera teatrale di Russel Crouse e Howard Lindsay, debuttata a Washington nel 1945. Il dramma rimase in scena a Broadway per 765 repliche e vinse il Premio Pulitzer per la drammaturgia. Nel 1938 Frank Capra ha diretto un adattamento cinematografico della piece, Lo stato dell'Unione.

## Trama
Nel 1946 alcuni amici di riuniscono alla casa di Washington di James Conover. Da Conover si trovano già il reporter Spike MacManus, l'uomo d'affari Grant Matthews e Katherine "Kay" Thorndike. I membri del Partito Repubblicano scelgono Grant come candidato per la Casa Bianca, ma a preoccuparlo sono i suoi scheletri nell'armadio: col tempo si è allontanato dalla moglie Mary e ha intrapreso una relazione segreta con Kay.